# Rukwa-tó
A Rukwa-tó egy lefolyástalan, lúgos vizű tó Tanzánia délnyugati részén, az azonos nevű, Rukwa-völgyben. A tó a Tanganyika- és a Nyasza-tó között fekszik mintegy 800 méter tszf. magasságban. 
A tó kiterjedése nagy ingadozásokat mutatott az évek során a beáramló patakok és folyók vízhozama függvényében. Jelenleg mintegy 180 km hosszú és átlagosan mintegy 32 km széles, így kb. 5760 km² kiterjedésű. 

## Fordítás
- Ez a szócikk részben vagy egészben  a   Lake Rukwa című angol Wikipédia-szócikk fordításán alapul.  Az eredeti cikk szerkesztőit annak laptörténete sorolja fel. Ez a jelzés csupán a megfogalmazás eredetét és a szerzői jogokat jelzi, nem szolgál a cikkben szereplő információk forrásmegjelöléseként.